# أندي لوف (لاعب كرة قدم)
أندي لوف (بالإنجليزية: Andy Love)‏ (26 مارس 1905 في المملكة المتحدة - 1962) هو لاعب كرة قدم بريطاني (وحمل سابقاً جنسية المملكة المتحدة لبريطانيا العظمى وأيرلندا) في مركز جناح. شارك مع منتخب اسكتلندا لكرة القدم. أما مع النوادي، فقد لعب مع نادي أبردين ونادي ألدرشوت ونادي مونتروز لكرة القدم ورابطة كرة القدم الاسكتلندية الحادية عشر ‏.

## وصلات خارجية
- أندي لوف على موقع قاعدة بيانات كرة القدم.إي يو (الإنجليزية)